# Lothar Meßner

Lothar Meßner 2014

Lothar Meßner (* 13. Februar 1926 in Wadgassen; † 15. Februar 2019) war ein deutscher Bildhauer und Zeichner.

## Werdegang
Meßner wurde 1926 in Wadgassen geboren. Nach dem Abitur 1947 begann er ein Medizinstudium in Mainz, das er aber nach einem Jahr abbrach. Stattdessen entschied er sich für die Kunst, ging nach Berlin und studierte von 1950 bis 1953 an der Hochschule für Bildende Kunst bei Karl Hartung. 1954 kehrte er in das Saarland zurück und wurde an der Schule für Kunst und Handwerk Saarbrücken bei Theo Siegle zum Bildhauer ausgebildet.
Er hielt zwei Stipendien, die ihm im Jahr 1956 ein Studium an der Académie de la Grande Chaumière bei Ossip Zadkine und 1966 an der Cité Internationale des Arts in Paris ermöglichten.
1973 wurde Meßner mit dem Albert-Weisgerber-Preis der Stadt St. Ingbert für Bildende Kunst ausgezeichnet, 1991 erhielt er den Kunstpreis des Landkreises Saarlouis. Von 1968 bis 1973 war er Vorsitzender des Saarländischen Künstlerbundes.

## Werke (Auszug)
Von Meßner existieren insbesondere in seiner Heimat, dem Saarland, zahlreiche bildhauerische Kunstwerke im öffentlichen Raum(Auszug):
- Bexbach, Barbara-Statue, 1955, Steinguss[6]
- Wadgassen, Grünanlage Lindenstraße, Ehrenmal, 1958, Muschelkalk,[7]
- Perl-Besch, Kriegsgräberstätte, Plastik, 1961, Bronze, gestohlen[8]
- Kirkel, Kirche St. Josef, Fenster, 1966, Betonglas
- Saarbrücken, Autobahnraststätte Goldene Bremm, Wandgestaltung, 1968, Resopalunterdruck[9]
- Saarbrücken, Autobahnraststätte Goldene Bremm, Raumplastik, 1969, Waschbeton
- Elm-Derlen, Soldatenfriedhof, "Figuration", Plastik, 1969, Bronze
- Schwalbach-Elm, Ehrenfriedhof Sprengen, Ehrenmal, 1975, Bronze, Sandstein[10]
- Saarlouis-Roden, Kulturthalle, Notkreuz, 1977, Stahlbeton, Splittersteine
- Dillingen/Saar, Neues Rathaus, Wandbild, 1978 (?), Resopalunterdruck
- Dillingen/Saar, Odilienplatz, "Odiliensäule", 1981, Basalt, Bronze[11]
- St. Ingbert, Rathaus, Eisenrelief, 1982[12]
- Saarlouis, Postgässchen, Brunnen, 1987, Bronze, Sandstein[13]
- Dillingen, Fußgängerunterführung Überm Berg, "Arcus triplex", Plastik, 1990, Stahl[14]
- Wadgassen, Deutsches Zeitungsmuseum, "Johannes Kirschweng", Plastik, 1996, Bronze[15]
- Saarlouis, Landratsamt, Plastik, 1997, Bronze
- Saarbrücken-St. Johann, Nanteser Platz, Brunnenplastik, 1980, Bronze[16]

## Darstellung von Skulpturen (Auszug)
| Bezeichnung                              | Bild           | Standort                                                     | Errichtung Einweihung | Weitere Informationen |
| ---------------------------------------- | -------------- | ------------------------------------------------------------ | --------------------- | --- |
| Denkmal Grubenunglück Luisenthal         |                | Völklingen (Regionalverband Saarbrücken, Saarland) (Lage)    | 1955                  | Die Gedenkstätte (Motiv: Barbara von Nikomedien, Schutzpatronin der Bergleute) erinnert an das Grubenunglück von Luisenthal am 7. Februar 1962. Es handelt sich um einen Zweitguss, der auf der Bergehalde in Bexbach stehenden Statue der heiligen Barbara des Künstlers Meßner aus dem Jahr 1955. |
| Wegekreuz in Roden                       |                | Roden (Saarlouis) (Lage)                                     | 1977                  | Im Stadtteil Roden, der während des Zweiten Weltkrieges fast vollständig zerstört worden war, erinnert ein Notkreuz an die Not jener Jahre. Das erste Kreuz wurde nach Kriegsende durch die Michaelsgruppe der Katholischen Jugend aufgestellt. Dieses ursprüngliche Holzkreuz wurde 1954 durch ein Kreuz aus Beton ersetzt. Heute steht an gleicher Stelle eine Plastik aus Stahlbeton, die aus einem im Auftrag der Stadt ausgeschriebenen Künstlerwettbewerb 1977 hervorging. Meßner entwarf ein Kreuz in der Form des lateinischen Kreuzes mit einer ungewöhnlichen, spannungsvoll versetzten und auf das Spiel von Licht und Schatten angelegten Kantenführung. Ungewöhnlich ist auch die Oberfläche des Betons, welche mit Splittsteinen belegt ist. Die Stahlbeton-Plastik erhebt sich auf dem höchsten Punkt einer Anhöhe, unter der sich einer der circa 50 Westwallbunker befindet, mit denen der Stadtteil Roden befestigt war. Das Notkreuz von Meßner wurde während des Baus der danebenliegenden Kulturhalle am Volkstrauertag 1977 eingeweiht. |
| Brunnen am Nanteser Platz in Saarbrücken | weitere Bilder | Saarbrücken, Nanteser Platz (Lage)                           | 1980                  | Als Zeichen für die Städtefreundschaft mit Nantes entstand Ende der 1970er Jahre entlang der Vorstadtstraße eine terrassierte Grünanlage. Meßner erschuf hier eine Brunnenplastik. Dahinter stand die Idee, einen Brunnen zu schaffen, der über die Wintermonate auch ohne Wasser als Kunstwerk bestehen kann. Er ist eingefasst von einem niedrigen Beckenrand und besteht aus fünf in der Höhe leicht differierenden Steinsockeln die einzelnen figurativen Elemente aus Bronze darstellen und sich zu einem abstrakten Gebilde zusammenfügen. "Ein Reigen der einander in Harmonie zugeordneten Formen" beschrieb der Künstler damals das Ensemble, das sich kreisförmig zusammenschließt und damit die Verbindung zu dem Gedanken einer Städtepartnerschaft symbolisieren soll. |
| Brunnen Saarlouis Postgässchen           |                | Saarlouis, Postgässchen                                      | 1987                  | Es handelt sich um einen Laufbrunnen des Künstlers Meßner, der den ehemaligen Garten hinter der Kommandantur umfriedet. Aus der Mauer ragen in ansteigender Anordnung die bronzenen Oberkörper eines kleinen Kindes, einer jungen Frau und eines älteren Mannes heraus. Aus ihren geöffneten Händen rinnt und tropft Wasser in den darunter stehenden Brunnentrog aus Sandstein. Mit dem Kunstwerk sollen der Lebenslauf des Menschen vom Kind zum alten Menschen, die verrinnende Zeit sowie der Lauf des Lebens versinnbildlicht werden. |
| Arcus Triplex                            |                | Dillingen/Saar (Lage)                                        | 1990                  | Zwei Halbbögen aus gefalzten Stahlträgern schwingen – dynamisch, kraftvoll und leicht zugleich – aufeinander zu und bilden einen asymmetrischen Bogen – als Sinnbild für die Beziehung zwischen der Stadt Dillingen und ihrem Stadtteil Pachten. Anlässlich Pachtens 2000-Jahr-Feier wurde ein "Internationales Stahlsymposion" ausgeführt, zu dessen Teilnahme Meßner als einziger aus dem Saarland stammender Künstler eingeladen war. Zwei kleinere Bögen ergänzen den großen Bogen und schwingen sich um seine aus dem Boden herauswachsenden Ansätze. Der Künstler wählte in Anspielung auf den römischen Ursprung Pachtens einen lateinischen Namen für die Stahlplastik des dreifachen Bogens: "Arcus triplex". |
| Johannes Kirschweng                      | weitere Bilder | Wadgassen, vor dem Deutschen Zeitungsmuseum Wadgassen (Lage) | 1996                  | Die Bronze-Skulptur stellt dar. In der Grünanlage vor dem Wirtschaftsgebäude der ehemaligen Prämonstratenser-Abtei Wadgassen, in dem heute das Deutsche Zeitungsmuseum eingerichtet ist, und unweit seiner früheren Wohnung in der Saarstraße wurde 1999 eine Plastik enthüllt, die den aus Wadgassen stammenden katholischen Priester und Schriftsteller Johannes Kirschweng (1900–1951) darstellt. Entspannt an stilisiertes Buschwerk gelehnt, die eine Hand locker zwischen den Knien, die andere auf den Sitz gestützt, sitzt die Figur auf einem Quader. Am Rand des Quaders ist die Inschrift zu lesen ist: "Wir warten alle und wir werden nie aufhören zu warten". Für die portraithafte Darstellung des Schriftstellers hat Meßner auf eigene Erinnerungen an Kirschweng und auf Fotos zurückgegriffen. |